# English Plus
«English Plus» (буквально: «Английский плюс») — культурное движение в США, сформированное в ответ на создание движения English-only. Создатели English Plus видели цели движения в том, чтобы способствовать формированию языкового разнообразия в Соединённых Штатах и поощрять культурное развитие американского сообщества в мире. Достижение этих целей предполагается за счет развития образования как на английском языке, так и на других языках для всего населения США — как для иммигрантов, так и для местных жителей. Движение поддерживается как в среде профессионалов в области языкового образования, так и отдельными организациями, ведущими защиту языковых меньшинств.
Резолюции в поддержку English Plus были приняты властями Нью-Мексико, Орегона, Род-Айленда и Вашингтона.

## История
Название English Plus возникло в 1985 году в письме Испаноамериканской лиги против дискриминации тогдашнему министру образования США Уильяму Беннетту:

Мы опасаемся, что министр Беннетт упустил из виду тот факт, что английский является ключом к равным возможностям образования, необходимым, но недостаточным. Самого по себе английского не достаточно. Не English-only, но English Plus! …

Беннет не прав. Мы не примем английский только для наших детей. Мы хотим английский плюс. Английский плюс математика Плюс наука. Плюс обществознание. Плюс равные образовательные возможности. Английский плюс компетенция на родном языке. Скажите Беннетту, чтобы он обеспечил соблюдение законов о двуязычном образовании и гражданских правах, которые вы приняли, или скажите президенту, что он не может выполнять свою работу. Английский плюс для всех!— 